# Esther Heboyan
Esther Heboyan, née le 26 mars 1955 à Istanbul en Turquie, est une écrivaine et journaliste française.

## Biographie
Esther Heboyan grandit dans le quartier de Taksim à Istanbul et fréquente une école arménienne à Harbiye. Avec sa mère et sa sœur cadette, elle quitte la Turquie en 1963 pour rejoindre le père exilé à Göppingen en Allemagne. Deux ans plus tard, la famille part pour la France où naîtra un frère. 
Dans une école communale d'Asnières-sur-Seine, Esther Heboyan commence l'apprentissage de la langue française. Suivent des années d'adaptation et d'ancrage que des études d'anglais et la fascination pour l'Amérique (notamment pour la littérature, le cinéma, la musique) remettront finalement en question. L'exil américain au début des années 1980 est décisif, restructurant sa perception de l'existence et confirmant l'impérieuse nécessité d'écrire. 
Après des études de journalisme à l'université de l'Iowa à Iowa City et un doctorat en études anglophones à l'université Sorbonne Nouvelle - Paris 3, Esther Heboyan se consacre à l'enseignement et à la recherche en traduction, études transculturelles, littérature américaine et cinéma américain. Entre 1996 et 2021, elle a été maîtresse de conférences en littérature américaine à l'université d'Artois.  Elle reste membre du laboratoire Textes et cultures dans l'équipe Praxis et Esthétique des Arts. 

## Publications
Fiction, Poésie, Récits, Essais
- Les Passagers d'Istanbul, Éditions Parenthèses, 2006.
- Les Rhododendrons, Éditions Empreinte temps présent, 2009.
- Comme un dimanche d'août à Burgaz, Éditions Empreinte temps présent, 2011.
- San Francisco mis en scènes, Editions Espaces&Signes, 2018.
- Of Days and Nights, ebook, 2019.
- Mississippi Blues, Editions Espaces&Signes, 2022.

Traductions
- Poèmes de Miles HODGES, Jusqu'à n'être que solitude, Editions Espaces&Signes, 2021 (co-traduction).
- Poèmes d'Izzet YASAR, Revue de traduction Delos, University of Florida, Vol. 34, No. 1, Spring 2019.
- Poèmes de Moris FARHI, Cantates des deux continents, Bleu autour, 2013.
- De ville en ville, Nedim GÜRSEL, Editions du Seuil, 2007.
- Au pays des poissons captifs, Nedim GÜRSEL, Bleu autour, 2004.
- Balcon sur la Méditerranée, Nedim GÜRSEL, Editions du Seuil, 2003.
- Le Voyage de Candide à Istanbul, Nedim GÜRSEL, Comp'Act, 2001.